# رالز (تگزاس)
رالز، تگزاس(به انگلیسی: Ralls, Texas) شهری در ایالت تگزاس از ایالات جنوبی ایالات متحده آمریکا است. در سرشماری سال ۲۰۰۰، جمعیت این شهر ۲۲۵۲ نفر اعلام شد.

## نگارخانه

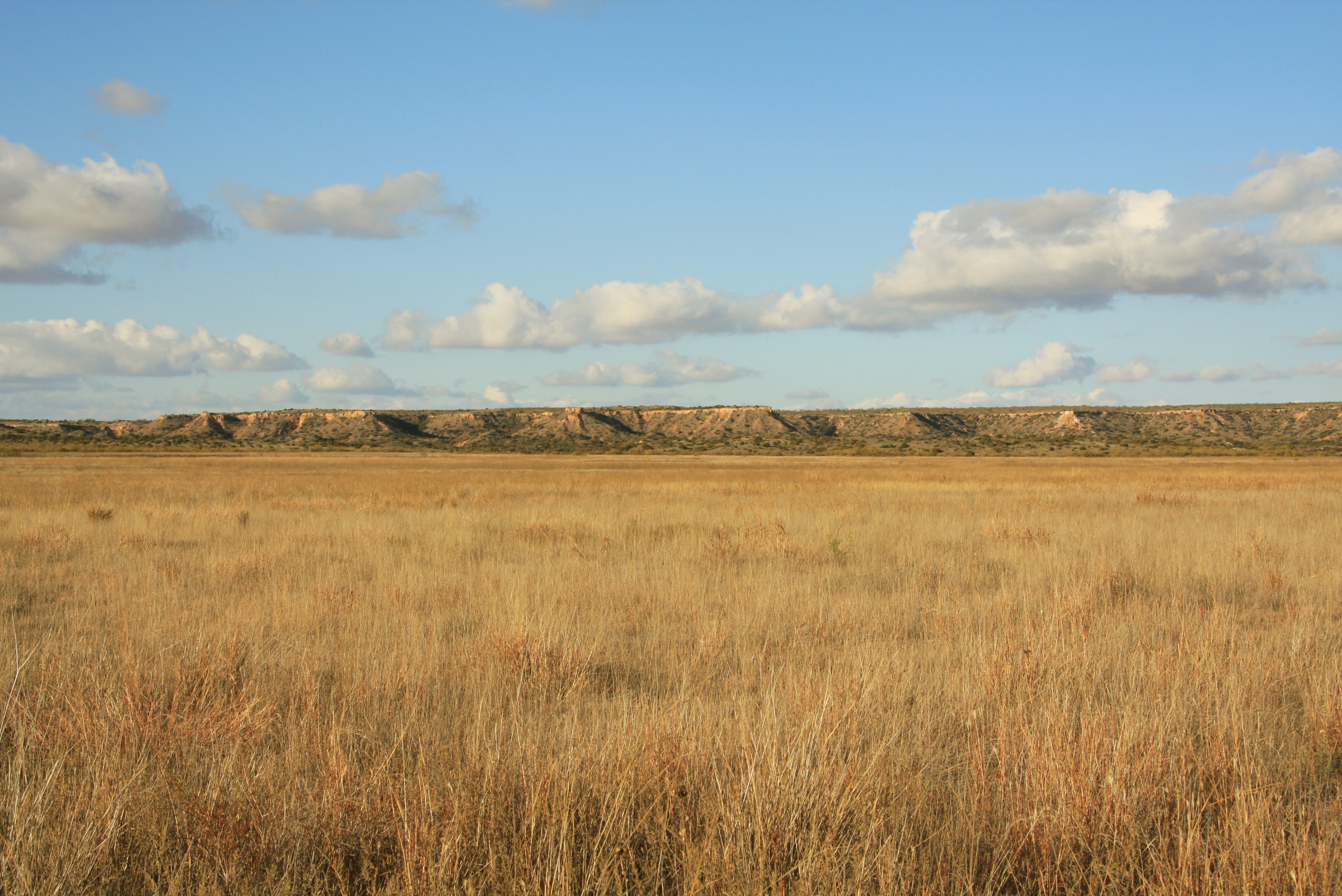
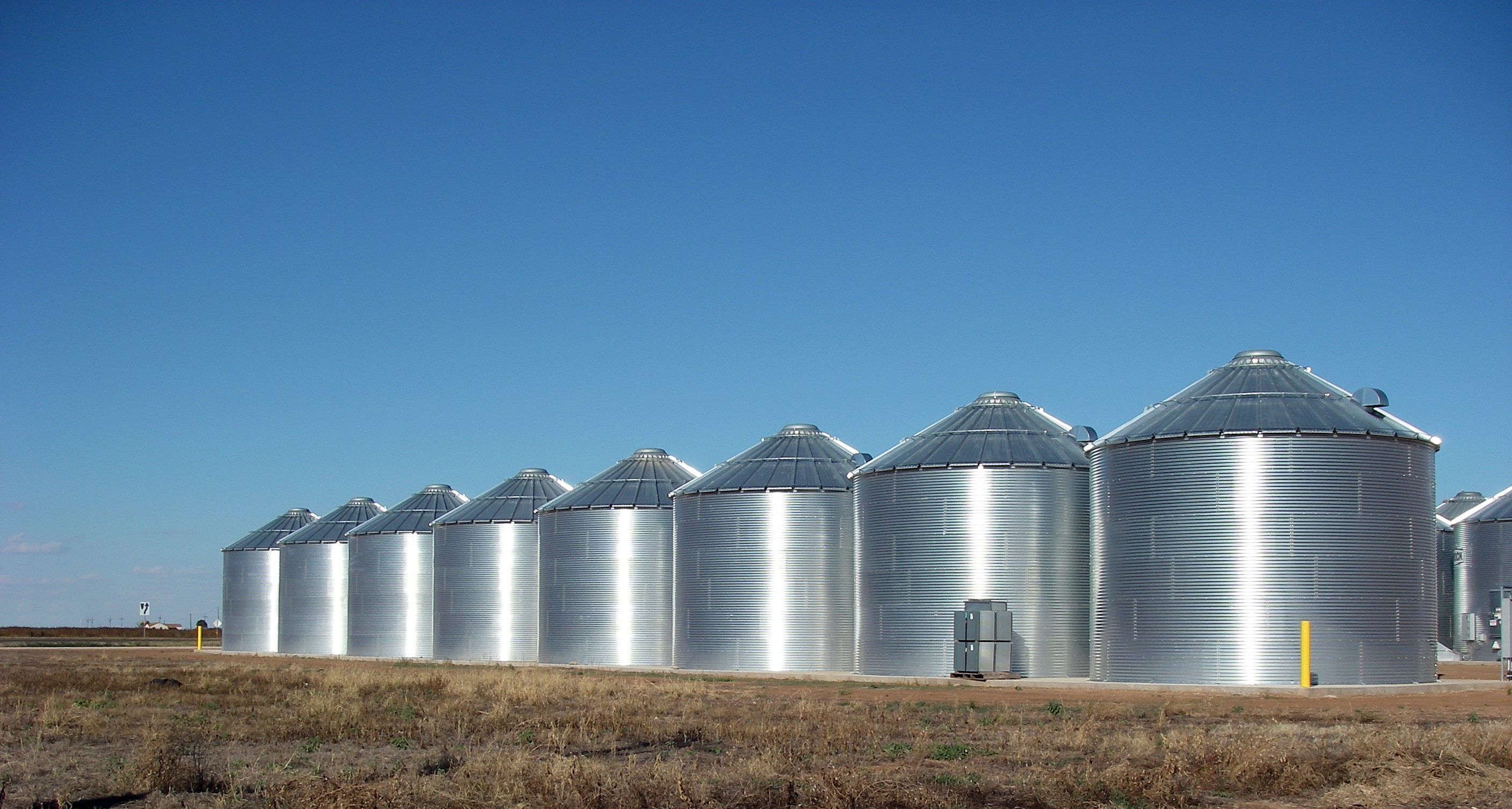